# Butreva, Pazardjik
Butreva (în bulgară Бутрева) este un sat în comuna Velingrad, regiunea Pazardjik,  Bulgaria. 

## Demografie
Componența etnică a satului Butreva
     Bulgari (59,21%)
     Turci (40,22%)
     Nicio identificare (0,55%)
     Altele (0%)
La recensământul din 2011, populația satului Butreva era de 179 locuitori. Din punct de vedere etnic, majoritatea locuitorilor (59,21%) erau bulgari, cu o minoritate de turci (40,22%). Pentru 0,55% din locuitori nu este cunoscută apartenența etnică.